# Bulle Ogier
Pour les articles homonymes, voir Ogier.
Bulle Ogier, née Marie-France Thielland le 9 août 1939,, à Boulogne-Billancourt, est une actrice et scénariste française.
Connue pour ses rôles avec des metteurs en scène de renom tel que Jacques Rivette, Alain Tanner, Daniel Schmidt, Barbet Schroeder, Marc’O, Luc Bondy, Patrice Chereau, Luis Buñuel, Marguerite Duras...
Elle a également publié un essai autobiographique, J'ai oublié (2019) — écrit avec la journaliste Anne Diatkine —, qui reçoit le prix Médicis de l'essai l'année de sa parution.

## Biographie

### Jeunesse
Les parents de Bulle Ogier se séparent quelques mois après sa naissance. Elle grandit avec sa mère, Marie-Louise Ogier, artiste peintre ; son frère aîné est élevé par son père, avocat ; sa sœur est élevée par leur grand-mère paternelle. À dix-huit ans, elle est enceinte de sa fille, Pascale Ogier. Elle se marie avec le père mais divorce deux ans plus tard. Devant travailler, elle est recommandée par Hélène Lazareff à Coco Chanel.
Au début des années 1960, elle fait la connaissance du metteur en scène et dramaturge Marc'O, « un type un peu bizarre, situationniste, ami de Breton », et, avec lui, de Jean-Pierre Kalfon, Pierre Clémenti. Marc'O lui propose de suivre ses cours de théâtre,. Elle crée quatre de ses pièces au théâtre, de 1963 à 1966 : Le Printemps, Les Playgirls, Les Bargasses et Les Idoles.

### Débuts au cinéma
Elle fait sa première apparition au cinéma en 1966, dans Voilà l'ordre de Jacques Baratier, moyen-métrage où l'on voit une ancienne apparition de Boris Vian. En 1967, elle joue dans le film Les Idoles de Marc'O, adaptation cinématographique de la pièce, puis, avec Jean-Pierre Kalfon, dans L'Amour fou de Jacques Rivette, où sa prestation est très remarquée.
En 1971, le succès de La Salamandre d'Alain Tanner la fait plus largement connaître du public. Le film, projeté pendant une année au Saint-André-des-Arts, atteint les 200 000 entrées.
Dans les années qui suivent, alternant cinéma, théâtre et télévision, elle travaille régulièrement avec Jacques Rivette, Barbet Schroeder (son compagnon) et Marguerite Duras.
Elle participe, avec sa fille, à l'écriture du scénario du Pont du Nord de Jacques Rivette, avec qui elle a aussi collaboré pour le scénario de Céline et Julie vont en bateau. En 1972, elle joue la sœur du personnage interprété par Delphine Seyrig dans Le Charme discret de la bourgeoisie de Luis Buñuel.

### Consécration
En 2000, elle est nommée pour le César de la meilleure actrice dans un second rôle avec Vénus Beauté (Institut), où elle joue la patronne de l'institut de beauté. Elle est invitée d'honneur du Festival international du film de La Rochelle, en 2006. Elle reçoit le Molière de la comédienne dans un second rôle lors de la 25e Nuit des Molières, en avril 2011, pour son travail avec Patrice Chéreau sur Rêve d'Automne de Jon Fosse.
En 2001, le festival International du film Entrevues à Belfort lui consacre une rétrospective.
En 2014, le peintre Axel Sanson la représente dans l'un de ses tableaux.
En septembre 2019, Bulle Ogier publie J'ai oublié, dans lequel elle décrit, avec l'aide de la journaliste Anne Diatkine, sa vie d'enfant, de femme, d'actrice, de mère. Pour ce récit, elle obtient le prix Médicis essai 2019.
Le 24 février 2022, elle assure un débat à l'issue de la projection de Notre-Dame de la Croisette (1983) de Daniel Schmid, à la Cinémathèque française de Paris.

### Vie personnelle
À la fin des années 1960, Bulle Ogier, est la compagne de Jean-Pierre Kalfon.
Elle est la mère de l'actrice Pascale Ogier (1958-1984), née d'une relation avec le musicien Gilles Nicolas, dont elle se sépare lorsque leur fille a deux ans.
Elle est l'épouse du réalisateur Barbet Schroeder (né en 1941).
Elle est signataire du Manifeste des 343 revendiquant la liberté d'avorter.

## Filmographie

### Cinéma
- 1966 : Voilà l'ordre (court métrage) de Jacques Baratier
- 1967 : Les Filous (court métrage) de Jacques Colombat
- 1967 : Pop Game de Francis Leroi : la chanteuse du cabaret
- 1968 : Les Idoles de Marc'O : Gigi la Folle
- 1969 : Et crac (court-métrage) de Jean Douchet : Marie
- 1969 : L'Amour fou de Jacques Rivette avec Jean-Pierre Kalfon… : Claire
- 1969 : Pierre et Paul de René Allio : Martine
- 1969 : Quarante-huit Heures d'amour de Jacques Laurent : Pauline
- 1970 : Piège de Jacques Baratier
- 1970 : Paulina s'en va d'André Téchiné : Paulina
- 1971 : Les Stances à Sophie de Moshé Mizrahi : Julia
- 1971 : La Salamandre d'Alain Tanner : Rosemonde
- 1971 : Rendez-vous à Bray d'André Delvaux : Odile
- 1972 : Out 1 : Noli me tangere de Jacques Rivette : Pauline / Émilie
- 1972 : La Vallée de Barbet Schroeder : Viviane
- 1972 : Le Charme discret de la bourgeoisie de Luis Buñuel : Florence
- 1973 : Moi et lui (Io et lui) de Luciano Salce : Irene
- 1973 : Le Gang des otages d'Édouard Molinaro : Liliane Guerec
- 1973 : Bel ordure de Jean Marbœuf : Marie
- 1973 : M comme Mathieu de Jean-François Adam : étudiante
- 1973 : George qui ? de Michèle Rosier : Marie Dorval
- 1973 : Projection privée de François Leterrier : Camille
- 1973 : Un ange au paradis de Jean-Pierre Blanc : Rita
- 1974 : La Paloma de Daniel Schmid : la mère d'Isidore
- 1974 : Céline et Julie vont en bateau de Jacques Rivette : Camille
- 1974 : Mariage de Claude Lelouch : Janine
- 1975 : Un ange passe de Philippe Garrel
- 1975 : Un divorce heureux de Henning Carlsen : Marguerite
- 1976 : Des journées entières dans les arbres de Marguerite Duras : Marcelle
- 1976 : Jamais plus toujours de Yannick Bellon : Claire
- 1976 : Flocons d'or (Goldflocken) de Werner Schroeter
- 1976 : Duelle de Jacques Rivette : Viva
- 1976 : Maîtresse de Barbet Schroeder : Ariane
- 1976 : Sérail d'Eduardo de Gregorio : Ariane
- 1978 : Mémoire commune de Patrick Poidevin : voix
- 1979 : Le Navire Night de Marguerite Duras
- 1979 : La Troisième Génération (Die dritte Generation) de Rainer Werner Fassbinder : Hilde Krieger
- 1979 : La Mémoire courte d'Eduardo de Gregorio : Geneviève Derhode
- 1980 : Seuls de Francis Reusser : la femme du peintre
- 1980 : Weisse Reise de Werner Schroeter : la narratrice (voix off)
- 1981 : Le Pont du Nord de Jacques Rivette : Marie
- 1981 : Paris s'en va (court métrage) de Jacques Rivette
- 1981 : Agatha et les Lectures illimitées de Marguerite Duras
- 1981 : Notre-Dame de la Croisette de Daniel Schmid
- 1982 : Le Rose et le Blanc de Robert Pansard-Besson : Jeanne
- 1982 : Bulle Ogier sur Radio Ark en Ciel, Carnets filmés de Gérard Courant : elle-même
- 1983 : La Derelitta de Jean-Pierre Igoux : Eva Stoffel
- 1984 : Voyages d'une main (court métrage) de Raoul Ruiz
- 1984 : Tricheurs de Barbet Schroeder : Suzie
- 1985 : Aspern d'Eduardo de Gregorio : Mlle Tita
- 1986 : Mon cas de Manoel de Oliveira
- 1987 : Terre étrangère (Das Weite Land) de Luc Bondy : Genia
- 1988 : La Bande des quatre de Jacques Rivette : Constance
- 1988 : Candy Mountain de Robert Frank et Rudy Wurlitzer : Cornelia
- 1989 : Rupture de Raymonde Carasco : Joa
- 1991 : Le Sommeil d'Adrien (court métrage) de Caroline Champetier
- 1991 : Nord de Xavier Beauvois : la Mère
- 1994 : La Mort de Molière de Bob Wilson : Madeleine Béjart (vidéo)
- 1994 : Personne ne m'aime de Marion Vernoux : Françoise
- 1994 : Regarde les hommes tomber de Jacques Audiard : Louise
- 1994 : Bête de scène de Bernard Nissille : la reine
- 1995 : Fado majeur et mineur de Raoul Ruiz : Katia
- 1995 : Circuit Carole d'Emmanuelle Cuau : Jeanne
- 1995 : N'oublie pas que tu vas mourir de Xavier Beauvois : la mère de Benoît
- 1996 : Le Fils de Gascogne, de Pascal Aubier : elle-même
- 1996 : Tout va mal (court métrage) de Marco Nicoletti
- 1996 : Irma Vep d'Olivier Assayas : Mireille
- 1998 : Somewhere in the City de Ramin Niami : Brigitte
- 1998 : Jessie (Shattered Image) de Raoul Ruiz
- 1998 : Voleur de vie d'Yves Angelo
- 1999 : Au cœur du mensonge de Claude Chabrol : Évelyne Bordier
- 1999 : Vénus Beauté (Institut) de Tonie Marshall : Madame Nadine, la patronne
- 2000 : La Confusion des genres d'Ilan Duran Cohen : la mère de Laurence
- 2002 : Novela (court métrage) de Cédric Anger
- 2002 : Deux de Werner Schroeter : Anna, la mère
- 2002 : Bord de mer de Julie Lopes-Curval : Rose
- 2002 : Merci Docteur Rey de Andrew Litvack : Claude Sabrié
- 2003 : Bienvenue au gîte de Claude Duty : Odile de Castellane
- 2003 : Toutes ces belles promesses de Jean-Paul Civeyrac : Béatrice
- 2004 : La Fiancée (court métrage) de Nathalie Najem : la mère de Franck
- 2004 : Mal de mer d'Olivier Vinuesa : Denise
- 2005 : Gentille de Sophie Fillières : Angèle
- 2006 : Belle toujours de Manoel de Oliveira : Séverine Serizy
- 2007 : Ne touchez pas la hache de Jacques Rivette : princesse de Blamont-Chauvry
- 2007 : Faut que ça danse ! de Noémie Lvovsky : Geneviève
- 2007 : Les Lumières de Bulle Ogier de Emmanuel Barnault : elle-même
- 2008 : Nuit de chien de Werner Schroeter : Doña Inês
- 2008 : Passe-passe de Tonie Marshall : Madeleine
- 2009 : Un autre homme de Lionel Baier : Elle-même
- 2010 : Chantrapas de Otar Iosseliani : Catherine
- 2010 : Les Petits Ruisseaux de Pascal Rabaté : Lucie
- 2010 : La Grande Villa de Latif Lahlou : la mère de Laurence
- 2010 : In memoriam Daniel Schmid Werner Schroeter, Carnets filmés de Gérard Courant : elle-même
- 2015 : Boomerang de François Favrat : Blanche Rey
- 2015 : Encore heureux de Benoît Graffin : Louise
- 2017 : Et Dieu créa la femme libre de Esther Hoffenberg : elle-même
- 2019 : Merveilles à Montfermeil de Jeanne Balibar : Delphine Souriceau
- 2022 : Avec amour et acharnement de Claire Denis : Nelly

### Télévision

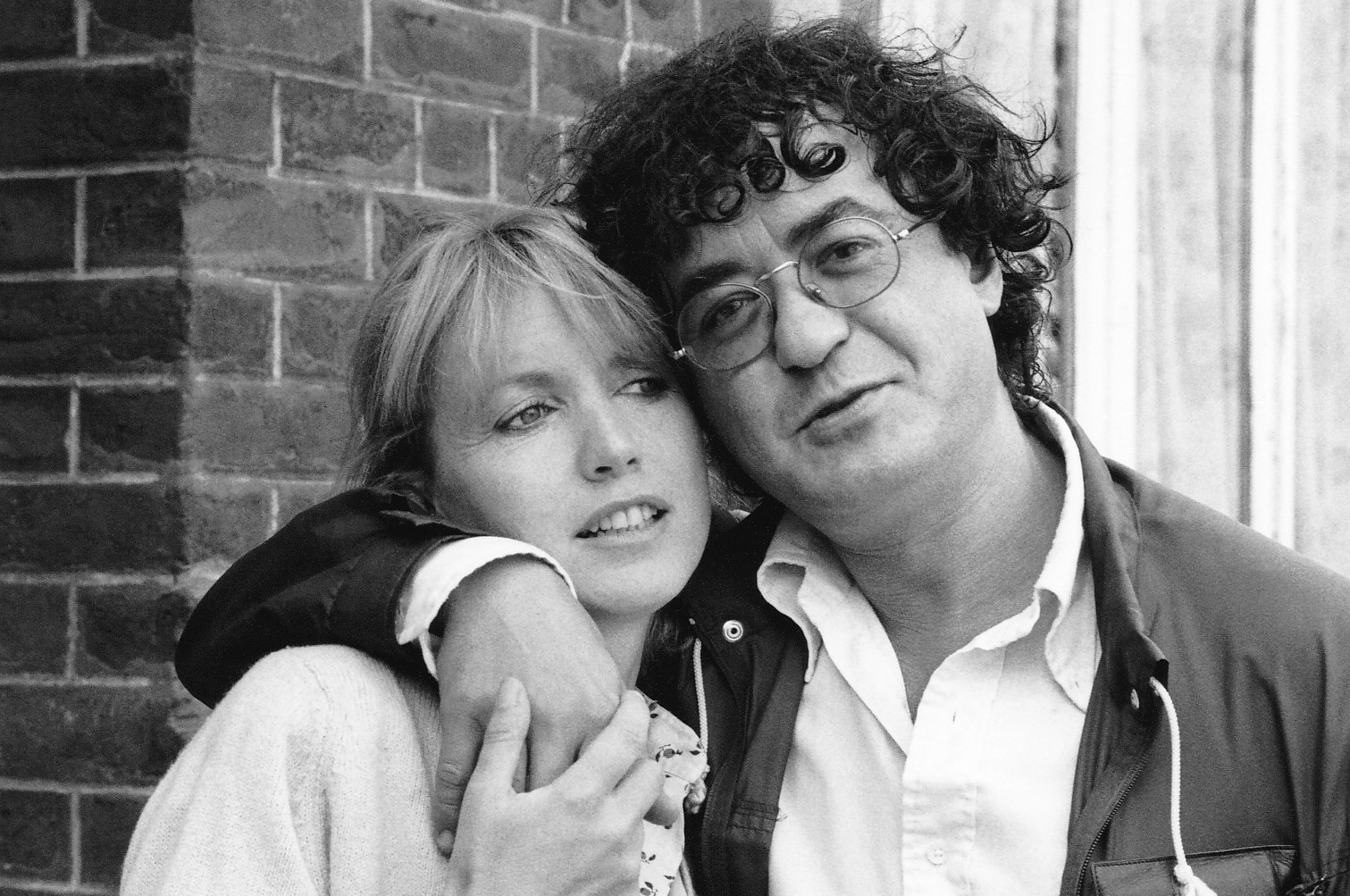
Bulle Ogier et Jacques Denis- Photo réalisée en septembre 1980 lors du tournage du téléfilm Le Professeur jouait du saxophone.

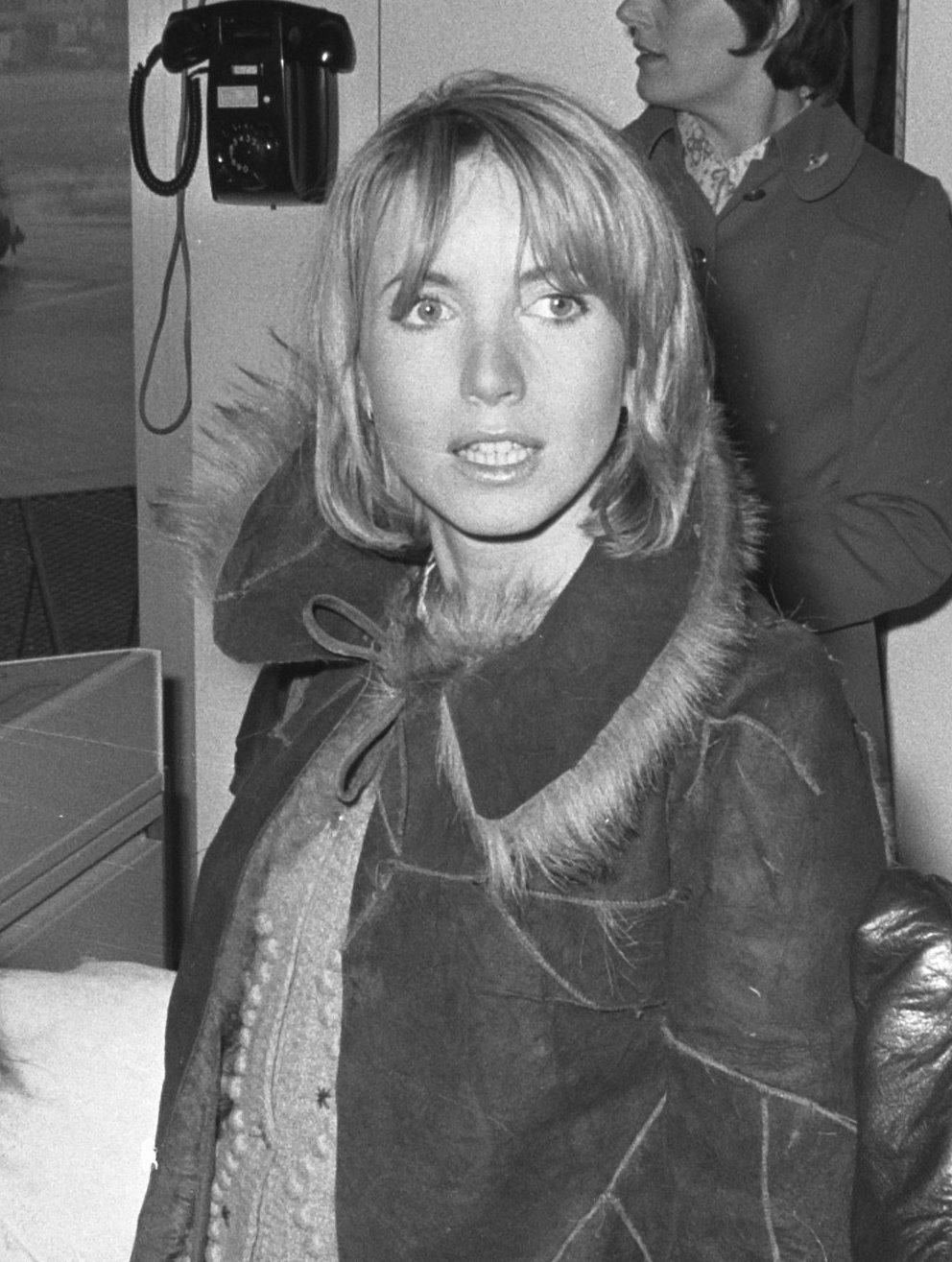
Bulle Ogier en 1972.

- 1967 : Lagardère de Jean-Pierre Decourt : Mariquita
- 1970 : Le Tribunal de l'impossible : Un esprit nommé Katie King de Pierre Badel
- 1973 : Tempo d'Antoine Tudal : la monteuse
- 1980 : Légitime Défense de Claude Grinberg : la greffière
- 1981 : Le Professeur jouait du saxophone de Bernard Dumont : Madeleine
- 1983 : L'Homme de la nuit de Juan Luis Buñuel : Marthe
- 1985 : L'Énigme blanche de Peter Kassovitz : Apolline
- 1988 : Le Prince des imposteurs de Jean-Pierre Prévost : Jeanne
- 1989 : Le Conte d'hiver de Pierre Cavassilas : Hermione
- 1989 : Condorcet : Julie de L'Espinasse
- 1989 : Les Grandes Familles (feuilleton TV) : Madame Eterlin
- 1990 : Les dossiers secrets de l'inspecteur Lavardin (série télévisée), épisode : Le Diable en ville : Madame Pincemaille
- 1990 : Le Chemin solitaire de Luc Bondy : Irène Herms
- 1991 : La Grande Dune de Bernard Stora : Armelle
- 1992 : Le Temps et la chambre de Patrice Chéreau : l'impatiente
- 2007 : Vérités assassines d'Arnaud Sélignac : Mme Markovitch
- 2010 : Vital désir de Jérôme Boivin : Simone
- 2013 : Les Déferlantes de Eleonore Faucher : Florelle
- 2016 : Capitaine Marleau (épisode 2) de Josée Dayan : Katel Meyer
- 2019 : Les Murs du souvenir de Sylvie Ayme : Lucie Fischer

## Théâtre
- 1963 : Le Printemps de Marc'O, mise en scène de l'auteur, théâtre Récamier
- 1964 : Les Playgirls de Marc'O, mise en scène de l'auteur, théâtre de la Grande Séverine
- 1965 : Les Bargasses de Marc'O, mise en scène de l'auteur, théâtre Édouard-VII, théâtre des Champs-Élysées
- 1966 : Les Idoles de Marc'O, mise en scène de l'auteur, Bobino
- 1969 : Un chantage au théâtre de Dacia Maraini, mise en scène André Téchiné, théâtre des Mathurins

- 1971 : Hamlet de William Shakespeare, mise en scène Maurice Jacquemont, théâtre de la Musique
- 1975 : Le triangle frappe encore de Marc'O, mise en scène de l'auteur, théâtre national de Chaillot
- 1975 : Des journées entières dans les arbres de Marguerite Duras, mise en scène Jean-Louis Barrault, théâtre d'Orsay
- 1977 : L'Éden Cinéma de Marguerite Duras, mise en scène Claude Régy, théâtre d'Orsay
- 1979 : Navire Night de Marguerite Duras, mise en scène Claude Régy, théâtre Édouard-VII

- 1982 : Grand et petit de Botho Strauss, mise en scène Claude Régy, TNP Villeurbanne, théâtre national de l'Odéon
- 1983 : Savannah Bay de et mise en scène Marguerite Duras, théâtre Renaud-Barrault
- 1984 : Terre étrangère d'Arthur Schnitzler, mise en scène Luc Bondy, théâtre Nanterre-Amandiers
- 1984 : La Dédicace de Botho Strauss, mise en scène Joël Jouanneau, théâtre Gérard Philipe
- 1986 : Le Parc de Botho Strauss, mise en scène Claude Régy, Théâtre national de Chaillot
- 1988 : Le Conte d'hiver de William Shakespeare, mise en scène Luc Bondy, Théâtre Nanterre-Amandiers, Festival d'Avignon, TNP Villeurbanne
- 1989 : Le Chemin solitaire d'Arthur Schnitzler, mise en scène Luc Bondy, Théâtre du Rond-Point

- 1991 : Le Temps et la chambre de Botho Strauss, mise en scène Patrice Chéreau, Odéon-Théâtre de l'Europe
- 1993 : John Gabriel Borkman de Henrik Ibsen, mise en scène Luc Bondy, Théâtre Vidy-Lausanne, Odéon-Théâtre de l'Europe
- 1998 : Yvonne, princesse de Bourgogne de Witold Gombrowicz, mise en scène Yves Beaunesne, Théâtre national de la Colline

- 2002 : S’agite et se pavane d’Ingmar Bergman, mise en scène Roger Planchon
- 2004 : Une pièce espagnole de Yasmina Reza, mise en scène Luc Bondy, Théâtre de la Madeleine
- 2006 : Le Baladin du monde occidental de John Millington Synge, mise en scène Marc Paquien, Théâtre national de Chaillot, Théâtre Vidy-Lausanne, tournée
- 2007 : Homme sans but d'Arne Lygre, mise en scène Claude Régy, Odéon-Théâtre de l'Europe Ateliers Berthier, Comédie de Genève, deSingel Anvers, TNP Villeurbanne
- 2008 : Homme sans but d'Arne Lygre, mise en scène Claude Régy, Usine C

- 2010 : Rêve d'Automne de Jon Fosse, mise en scène Patrice Chéreau, Musée du Louvre, CADO, Théâtre de la Ville
- 2011 : Rêve d'Automne de Jon Fosse, mise en scène Patrice Chéreau, tournée, Le Grand T Nantes, deSingel Anvers, Théâtre du Nord, Stadsschouwburg Amsterdam, Piccolo Teatro di Milano, TAP Poitiers, TNB, Wiener Festwochen Vienne, La Criée
- 2014 : Les Fausses Confidences de Marivaux, mise en scène Luc Bondy, Théâtre de l'Odéon
- 2017 : Un amour impossible de Christine Angot, mise en scène Célie Pauthe, Théâtre de l'Odéon, tournée en 2019

## Publications
- J'ai oublié, Paris, Seuil, 2019  (ISBN 978-2-02-141722-7).

## Distinctions

### Décorations
- Officière de l'ordre des Arts et des Lettres, le 24 novembre 1994[réf. nécessaire].
- Officière de la Légion d'honneur, le 1er janvier 2009[19].
- Commandeure de l'ordre national du Mérite, le 24 novembre 2021, en attente de réception dans ce grade [20].

### Récompenses
- Grand prix national du Cinéma 1984
- Molières 2011 : Molière de la comédienne dans un second rôle pour Rêve d'Automne
- Leopard d'Or, Pardo alla Carriera Locarno 2015[21]
- Prix du Syndicat de la Critique du Cinéma 2019
- Prix Médicis Essai 2019

### Nominations
- César 2000 : César de la meilleure actrice dans un second rôle pour Vénus Beauté (Institut)
- César 2008 : César de la meilleure actrice dans un second rôle pour Faut que ça danse !
- Molières 2008 : Molière de la comédienne dans un second rôle pour L'Homme sans but
- Molières 2014 : Molière de la comédienne dans un second rôle pour Les Fausses Confidences